# 蕭鼎 (天順進士)
蕭鼎（1425年—1480年），字伯鉉，廣東潮州府海陽縣人，明朝政治人物。同進士出身。

## 生平
景泰元年（1450年）廣東鄉試第七十七名。天順八年（1464年）甲申科會試第一百八十九名，殿試登進士第三甲第五十七名。授工部主事，往遵化管理冶铁。三年秩满，改户部主事，出理德州軍儲。升员外郎，督催江西、福建税賦。升温州府知府，歲餘，因病乞休歸，至家而卒，得年五十六。

## 家族
曾祖蕭銘。祖父蕭苗。父蕭永。母許氏。